# Echiodon dentatus
Il galiotto dentato (Echiodon dentatus) è un pesce osseo marino della famiglia Carapidae.

## Distribuzione e habitat
Si trova nel mar Mediterraneo centrale ed occidentale e nell'Oceano Atlantico sulle coste africane fino ad un imprecisato limite sud.

Vive a profondità abbastanza rilevanti, fino ad almeno 500 m. Non sembra che viva associato ad oloturie.

## Descrizione
Appare molto simile al più noto galiotto da cui si distingue per alcuni caratteri:
- bocca molto più ampia, con denti anteriori caniniformi ben evidenti e separati dagli altri da uno tratto
- l'ano è situato posteriormente alle pinne pettorali
- la fronte ha profilo dritto e il muso è più lungo
- la pinna dorsale inizia appena più indietro rispetto alla pinna anale, che è inserita posteriormente alla base delle pinne pettorali: queste due pinne si uniscono nei pressi della coda, dove non c'è una pinna caudale riconoscibile
- le pinne dorsale ed anale sono più alte
- il colore è biancastro con fasce scure indistinte nella regione caudale
- le dimensioni raggiungono i 23 cm nell'adulto

## Biologia
Ignota. Sembra che si riproduca in inverno; alcune ricerche sembrano suggerire che questa specie possa essere vivipara o ovovivipara.

## Pesca
Si cattura, molto occasionalmente, con le reti a strascico ma ha solo interesse scientifico. Talvolta si trova spiaggiato.

## Specie affini
Il galiotto atlantico Echiodon drummondii (Thompson, 1837) è molto simile al galiotto dentato ma ha il profilo della fronte convesso ed è rosato argenteo con pinna impari percorsa da un bordo scuro. Vive nell'Oceano Atlantico orientale sulle coste europee tra la Norvegia ed il golfo di Biscaglia. È stato segnalato per il mar Adriatico, probabilmente in seguito a confusione con E. dentatus.